# Муди, Джеймс Пол
Джеймс Пол Муди (англ. James Paul Moody; 21 августа 1887 — 15 апреля 1912) — шестой офицер лайнера «Титаник». Он стал одним из двух погибших младших офицеров из всего экипажа наряду с первым офицером Уильямом Макмастером Мёрдоком.

## Биография
Муди родился в Скарборо, Северный Йоркшир, в семье Джона Генри Муди и Эвелин Луис Ламмин. В возрасте 14 лет впервые вышел в море и принял участие в навигационном обучении моряков на корабле «HMS Конуэй», в Биркенхэде. Позднее прошёл обучение в мореходной школе короля Эдуарда VII в Лондоне, где в апреле 1911 года получил сертификат магистра. В том же году Муди поступил на службу в компанию «Уайт Стар Лайн», где был назначен на лайнер «Океаник» вместе с будущим офицером «Титаника» Чарльзом Лайтоллером. В 1912 году, в возрасте 24 лет, был переведён на «Титаник». В то время Муди жил вместе со своим дядей в Гримсби, Линкольншир.

## На борту «Титаника»
Наряду с другими младшими офицерами Муди получил телеграмму о назначении на «Титаник» 26 марта в одном из офисов Уайт Стар в Ливерпуле. Оттуда он отправился в Белфаст на верфь Harland and Wolff. Как младшему офицеру Муди была назначена ежемесячная зарплата в 37 долларов.
10 апреля 1912 года Муди, по требованию Совета по торговле, участвовал в спуске двух спасательных шлюпок с правого борта лайнера. Он также отвечал за закрытие последнего входа на судно для членов экипажа. Как только судно вышло в море, Муди нёс вахту с 4 до 5 часов пополудни и обе вахты с 8 до 12 часов. 
14 апреля 1912 года в 23:40 Муди находился на мостике вместе с первым офицером Уильямом Мёрдоком. Когда зазвонил телефон, Муди спросил Флита: «Что ты видишь?». Флит: «Айсберг, прямо по курсу!».
В ходе последующей эвакуации Муди помог спустить шлюпки номер 12, 14 и 16. При загрузке 14 шлюпки пятый офицер Гарольд Лоу хотел, чтобы в неё сел младший офицер, но Муди уступил ему место. В 01:30 находился на мостике. Последний раз его видели за несколько минут до гибели судна, при попытке спустить складную шлюпку. Последующая судьба Муди неизвестна, хотя историки считают, что он, как и большинство жертв, погиб от переохлаждения в холодных водах Атлантического океана. Тем не менее, в первые дни после катастрофы среди выживших пассажиров и членов экипажа ходили разговоры о неком офицере, который застрелился. Утверждалось, что это были либо Муди, либо Уайлд, либо Мёрдок. Радист Гарольд Брайд позже свидетельствовал, что видел уже мёртвых Муди с Уильямом Мёрдоком возле раскладной шлюпки «Б», и что у Муди лицо было залито кровью, что означало, что он получил травму головы, но это не исключало того, что он, как и Мёрдок, мог умереть от переохлаждения, или же что именно Муди был тем офицером, который застрелился. Его тело если и было найдено, то осталось неопознанным.

## Память
Памяти Муди на кладбище Вудленд в Скарборо сооружён памятник, увенчанный евангельской цитатой: «Нет больше той любви, как если кто положит душу свою за друзей своих». Там же в Церкви Святого Мартина была установлена мемориальная доска с его именем и стихом: «Будь верен до смерти и я дарую тебе венец жизни». В Церкви Святого Августина в Гримзби в память о Джеймсе был установлен алтарь.

## В массовой культуре
В фильме 1958 года Гибель «Титаника» роль Джеймса Пола Муди исполнил актёр Майкл Брайант.
В фильме 1997 года «Титаник» роль Джеймса Пола Муди исполнил актёр Эдвард Флетчер.